# Гарсия, Карлос (легкоатлет)
Карлос Гарсия (исп. Carlos García; род. 20 августа 1975, Сарагоса) — испанский легкоатлет, специалист по бегу на длинные дистанции и кросс-кантри. Выступал за сборную Испании по лёгкой атлетике в период 1997—2005 годов, серебряный призёр Универсиады в Сицилии, обладатель серебряных медалей юниорского чемпионата мира и молодёжного чемпионата Европы, участник летних Олимпийских игр в Афинах.

## Биография
Карлос Гарсия родился 20 августа 1975 года в Сарагосе. Проходил подготовку в местном легкоатлетическом клубе CA adidas, тренировался вместе с братом-близнецом Роберто, который впоследствии тоже стал довольно известным спортсменом.
Впервые заявил о себе в 1994 году, выиграв серебряную медаль в беге на 20 км по шоссе на чемпионате мира среди юниоров в Лиссабоне. При этом на дистанции 10 км финишировал девятым.
В 1997 году в беге на 1500 метров получил серебро на европейском молодёжном первенстве в Турку, пропустив вперёд лишь соотечественника Рейеса Эстевеса, и, будучи студентом, побывал на летней Универсиаде в Сицилии, откуда так же привёз награду серебряного достоинства, выигранную в той же дисциплине — в финальном забеге уступил только британцу Энтони Уайтману.
Благодаря череде удачных выступлений в 2004 году Гарсия удостоился права защищать честь страны на летних Олимпийских играх в Афинах. Стартовал в беге на 5000 метров, но уже в первом предварительном забеге сошёл с дистанции и соответственно в финал не квалифицировался. Также в этом сезоне на соревнованиях в Сан-Себастьяне установил свой личный рекорд на пятитысячной дистанции, показав время 13:16,40.
После афинской Олимпиады Карлос Гарсия решил попробовать себя в беге по пересечённой местности и ещё в течение нескольких лет входил в состав испанской национальной сборной по кросс-кантри. В частности, он принимал участие в кроссовых чемпионатах мира в Брюсселе и Фукуоке, показав на них 14 и 37 результаты соответственно.
В 2007 году принял решение завершить карьеру профессионального спортсмена, уступив место в сборной молодым испанским спортсменом. Впоследствии вместе с братом Роберто занимался развитием лёгкой атлетики в стране, организовал несколько детских подготовительных лагерей по лёгкой атлетике.